# Эр-Рияд
Эр-Рия́д (араб. الرياض‎ [arrːiˈjɑːdˤ] — «сады») — столица и крупнейший город Саудовской Аравии. Административный центр округа Эр-Рияд, в составе которого образует одноимённую мухафазу Эр-Рияд. Население — 7 676 655 человек (2017 год).

## Этимология
Город известен с XVIII века, его название означает «сады»: арабское «сад» — «рауда», а множественное число — «рияд».
Другое старое название Неджд.

## История
Примерно четыре тысячи лет назад на территории современного Эр-Рияда проживали кочевые арабские племена.
В VI—VII веках Эр-Рияд был скромным поселением, ничем не отличавшимся от других. Только начиная с XVIII века, когда увеличился традиционный арабский рынок, и когда активно началось возведение новых религиозных сооружений, Эр-Рияд стал оживлённым городом.
В 1902 году эмир Абдул-Азиз ибн Сауд со своим войском захватил Эр-Рияд. В 1927 году саудовским эмирам удалось организовать государство под названием Неджд и Хиджаз со столицей Эр-Рияд. В 1932 году в результате постепенного объединения была образована Саудовская Аравия, которой до настоящего времени управляют наследные эмиры рода Саудов. В 1960 году население Эр-Рияда составляло 160 000 человек. С конца 1960-х годов Эр-Рияд, как и вся Саудовская Аравия, живёт на доходы от нефтедобычи.
В Эр-Рияде находится резиденция короля, там же сосредоточены все центральные правительственные учреждения, которые появились в 1955 году. В городе почти нет промышленности, зато в изобилии имеются магазины, рестораны, кофейни, музеи и учебные заведения. Примерно 40 % всего населения города — молодые люди в возрасте до 30 лет. Мужчин, как и в самой стране, на 10 % больше чем женщин. Мужчины могут получать образование как в столице — им предоставляются места в Государственном университете, Высшем техническом институте, Военной академии — так и за рубежом.
В городе много музеев, экспозиция которых представляет этапы истории зарождения ислама, к ним относятся музей Эр-Рияда, Центр исследования и изучения ислама имени короля Фейсала. Среди архитектурных памятников выделяются Аль-Батаа, это самый центр, в котором можно увидеть старинные здания. Есть ещё крепость Масмак, которая была построена в 1865 году. Символом же современной жизни в Эр-Рияде служит самое высокое здание — Королевский центр, в котором находятся офисы, дорогие квартиры и рестораны.
18 апреля 2018 года в Эр-Рияде был открыт первый кинотеатр спустя почти 40 лет запрета. Открытием занималась американская компания AMC Entertainment Holdings, а первым показанным фильмом в восстановленном кинопрокате стал фильм студии Marvel — Чёрная пантера.

## Климат
Климат тропический пустынный. Эр-Рияд является одним из самых жарких крупных городов мира. Средняя температура января +14,4 °С; июля — +36,6 °С. Климат очень сухой, за год выпадает не более 100 мм осадков, все — зимой и ранней весной. Абсолютный максимум +52,0 градусов (июль), минимум −1 градус (январь).
| Показатель                    | Янв. | Фев. | Март | Апр. | Май  | Июнь | Июль | Авг. | Сен. | Окт. | Нояб. | Дек. | Год  |
| ----------------------------- | ---- | ---- | ---- | ---- | ---- | ---- | ---- | ---- | ---- | ---- | ----- | ---- | ---- |
| Абсолютный максимум, °C       | 31,5 | 34,8 | 38,0 | 42,0 | 45,1 | 49,8 | 52   | 47,8 | 44,5 | 41,0 | 36,0  | 31,0 | 52   |
| Средний суточный максимум, °C | 20,1 | 23,0 | 27,6 | 34,0 | 39,6 | 42,7 | 43,4 | 43,2 | 41,3 | 35,1 | 27,6  | 22,0 | 33,1 |
| Средняя температура, °C       | 14,4 | 16,9 | 21,1 | 26,9 | 32,9 | 35,4 | 36,6 | 36,5 | 33,3 | 28,2 | 21,4  | 16,1 | 26,6 |
| Средний суточный минимум, °C  | 6,9  | 9,0  | 15,0 | 20,3 | 25,7 | 27,6 | 29,1 | 28,8 | 25,7 | 20,9 | 15,3  | 8,4  | 19,9 |
| Абсолютный минимум, °C        | −1   | 0,5  | 4,5  | 11,0 | 18,0 | 21   | 23,6 | 22,7 | 16,1 | 13,0 | 7,0   | 1,4  | −1   |
| Норма осадков, мм             | 12,3 | 5,8  | 30,2 | 23,3 | 6,2  | 0    | 0    | 0,3  | 0    | 2,3  | 7,4   | 11,2 | 99,0 |
| Источник: pme.gov.sa          |      |      |      |      |      |      |      |      |      |      |       |      |      |

## Население
| Численность населения, чел. | Численность населения, чел. | Численность населения, чел. | Численность населения, чел. | Численность населения, чел. | Численность населения, чел. | Численность населения, чел. | Численность населения, чел. |
| 1862                        | 1935                        | 1960                        | 1974                        | 1988                        | 1992                        | 2004                        | 2010                        |
| --------------------------- | --------------------------- | --------------------------- | --------------------------- | --------------------------- | --------------------------- | --------------------------- | --------------------------- |
| 7 500                       | ↗30 000                     | ↗150 000                    | ↗650 000                    | ↗1 500 000                  | ↗2 776 096                  | ↗4 087 152                  | ↗5 188 285                  |
| 2011                        | 2012                        | 2013                        | 2014                        | 2015                        | 2016                        | 2017                        | 2018                        |
| ↗5 406 118                  | ↗5 598 638                  | ↗5 798 015                  | ↗6 004 492                  | ↗6 218 322                  | ↗6 439 767                  | ↗6 669 098                  | ↗6 906 595                  |
| 2019                        | 2020                        | 2021                        | 2022                        | 2023                        | 2024                        |                             |                             |
| ↗7 070 665                  | ↗7 231 447                  | ↗7 387 817                  | ↗7 538 200                  | ↗7 682 430                  | ↗7 820 550                  |                             |                             |

## Развитие города
Начиная с 1940-х годов, город стремительно развивается. Особенно быстро население Эр-Рияда росло во второй половине XX века. Если в 1960 году в городе жило 150 тысяч человек, то уже к началу 1980-х число его жителей превысило миллион. Колоссальные доходы от нефти сделали город очень современным. Обычно здания города имеют 8 этажей, но отличаются оригинальной постройкой. В городе много небоскрёбов, разрабатываются и иные грандиозные проекты. Высочайшее здание города — Бурдж аль-Мамляка.
В ноябре 2009 года началось строительство надземного метрополитена, второго в стране после метро Мекки. До 2017 года будет построена новая линия, которая будет иметь станцию, украшенную золотом. В городе расположена Саудовская военная промышленная компания.
23 апреля 2013 года открыта троллейбусная линия на территории кампуса университета короля Сауда ибн Абдель Азиза Аль Сауда.
Город делится на 15 районов.

## Галерея

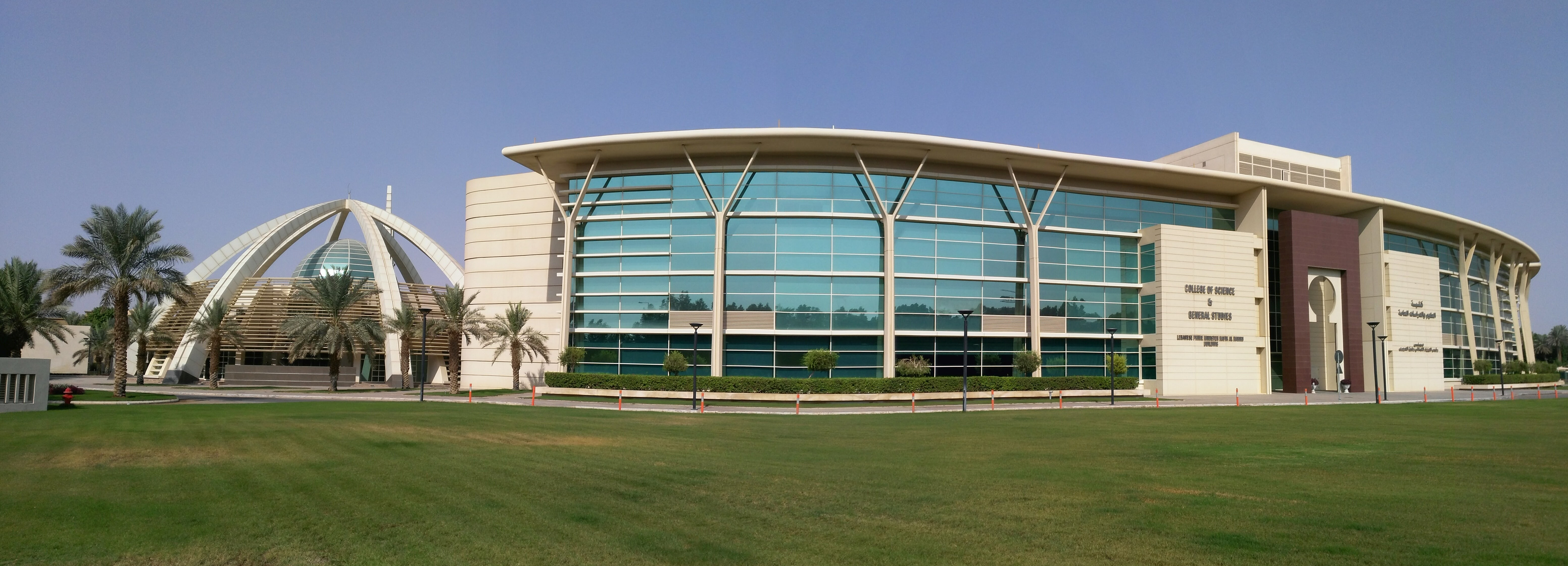
Университет Аль-Фейсал
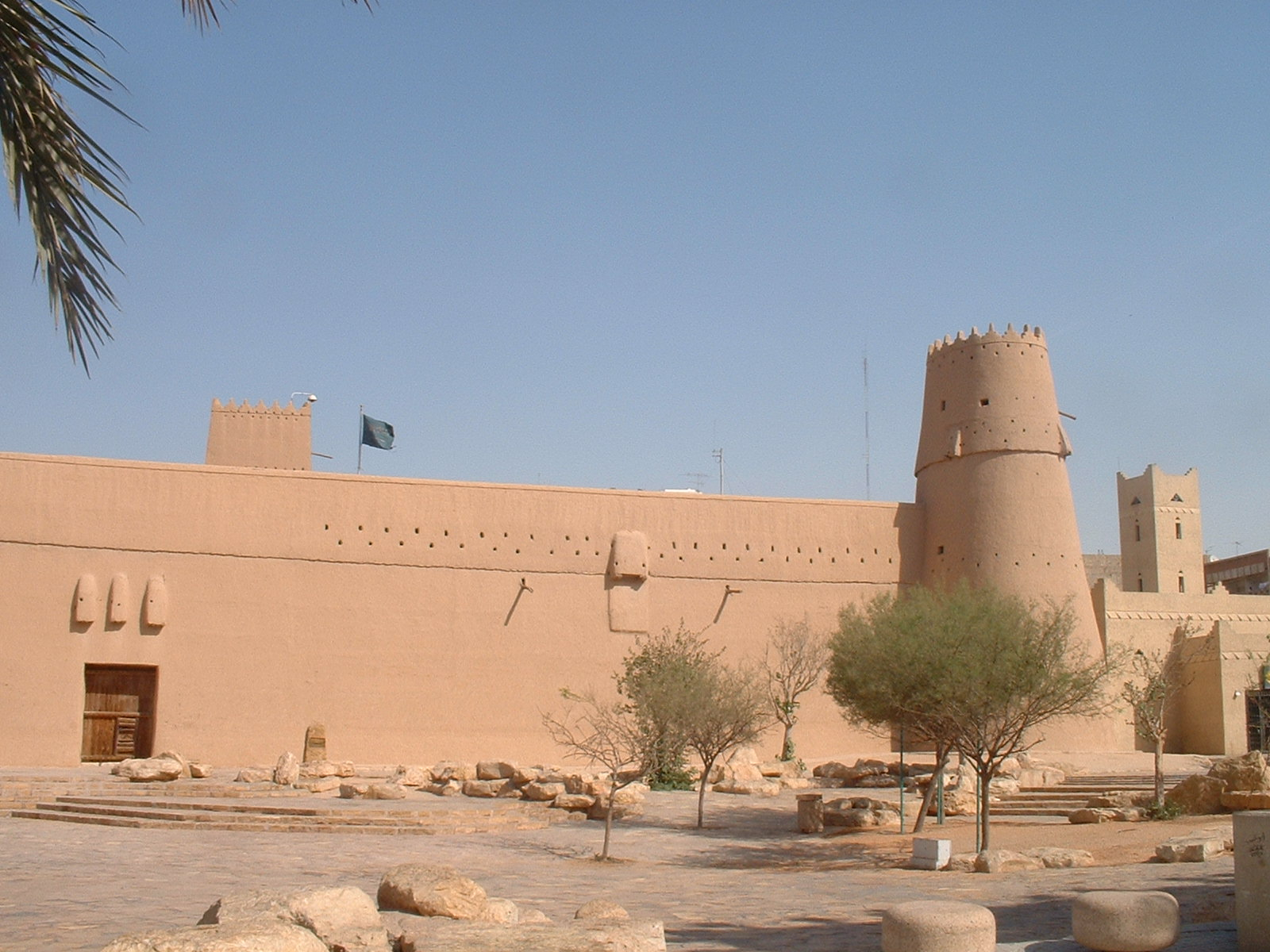
Крепость Масмак
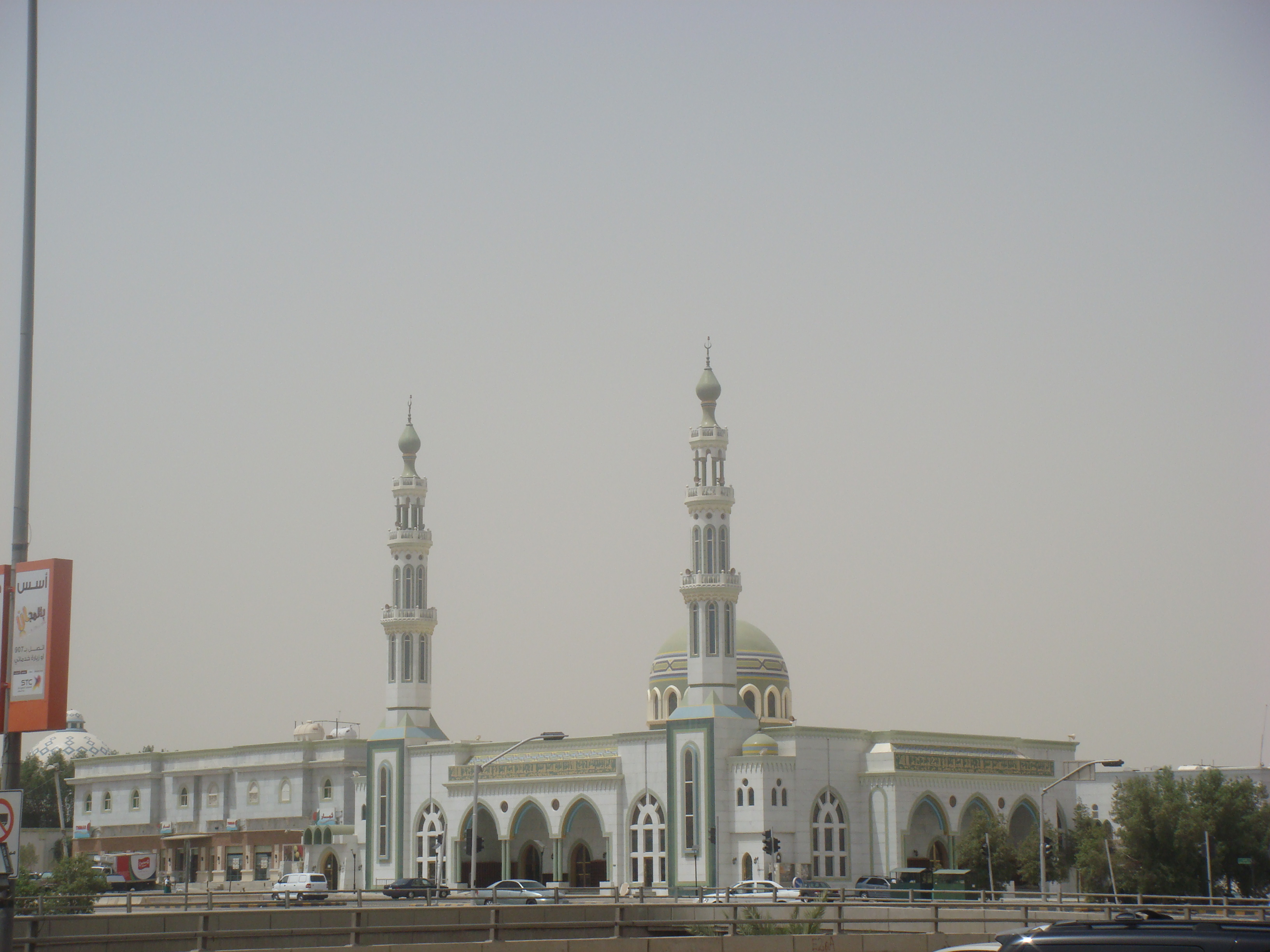
Мечеть аль-Увида
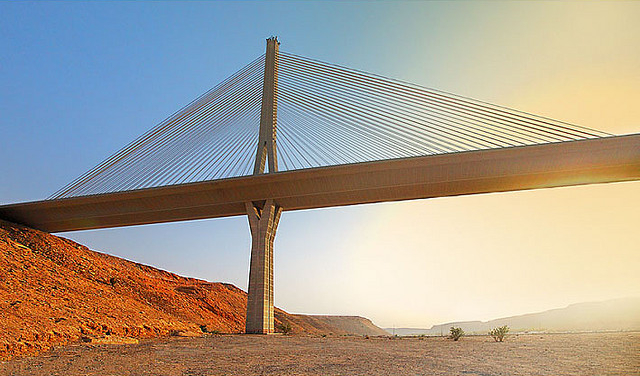
Мост Вади Лебан
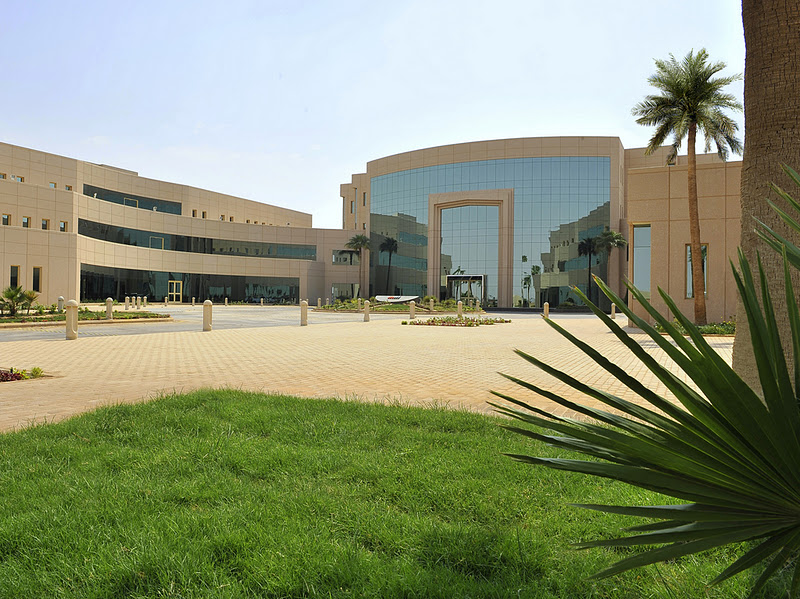
Университет Аль-Йамама
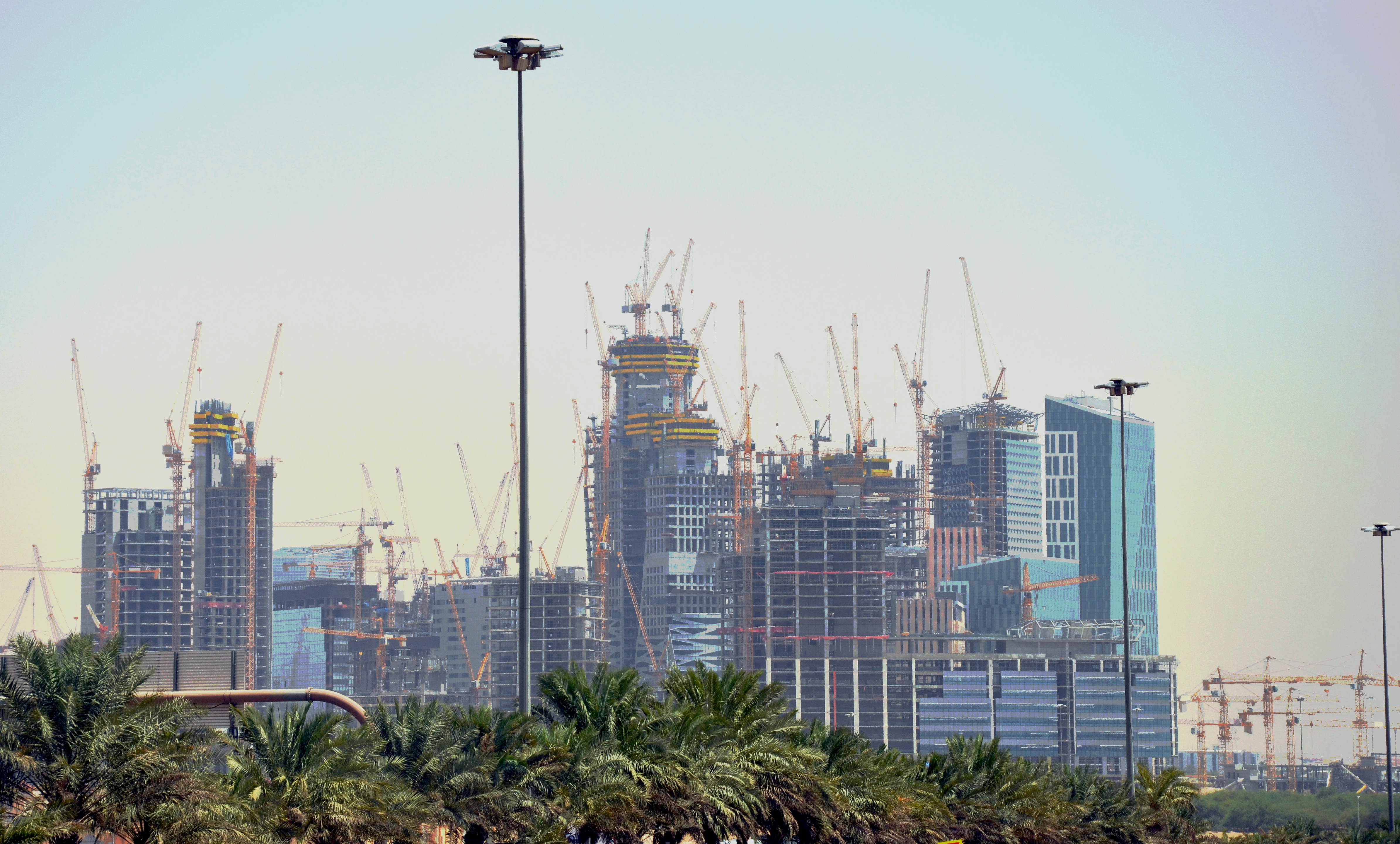
Финансовый район
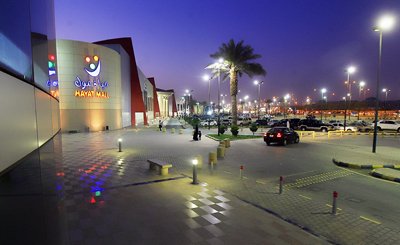
Хайат Центр
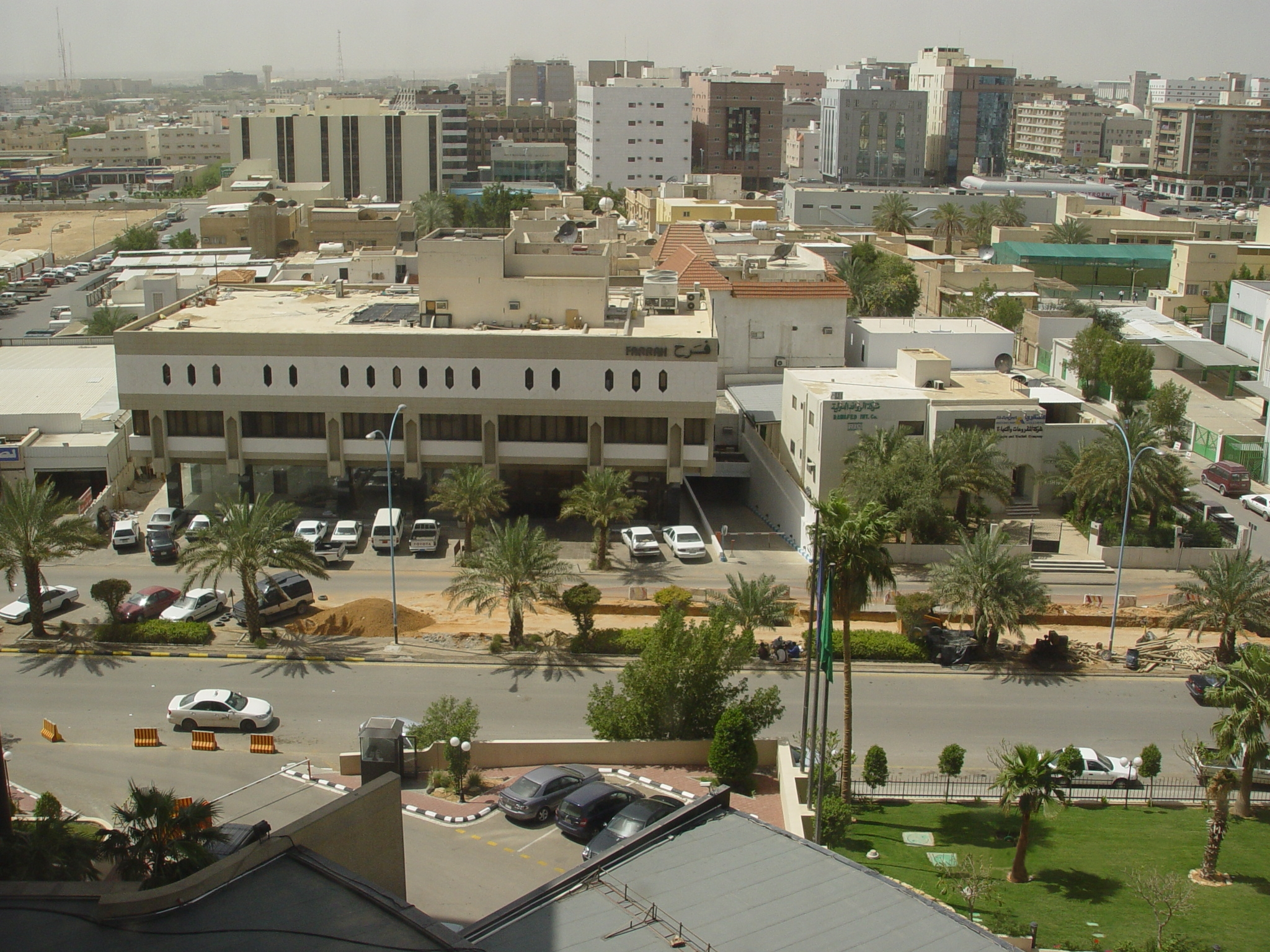
Эр-Рияд